# Pueblo Canario
Le Pueblo Canario (Village Canarien) est un complexe architectural situé dans la ville de Las Palmas de Gran Canaria, aux Îles Canaries (Espagne), composé d'un ensemble de maisons inspirées de l'architecture traditionnelle canarienne.

## Histoire
Le Pueblo Canario a surgi avec l'idée d'intéresser les touristes à la culture de l'île de Grande Canarie. Les premières traces de sa création datent de 1937, et les travaux ont débuté en 1939. L'ensemble a été totalement achevé en 1956. Le complexe a été classé Bien d'intérêt culturel le 30 octobre 2013.

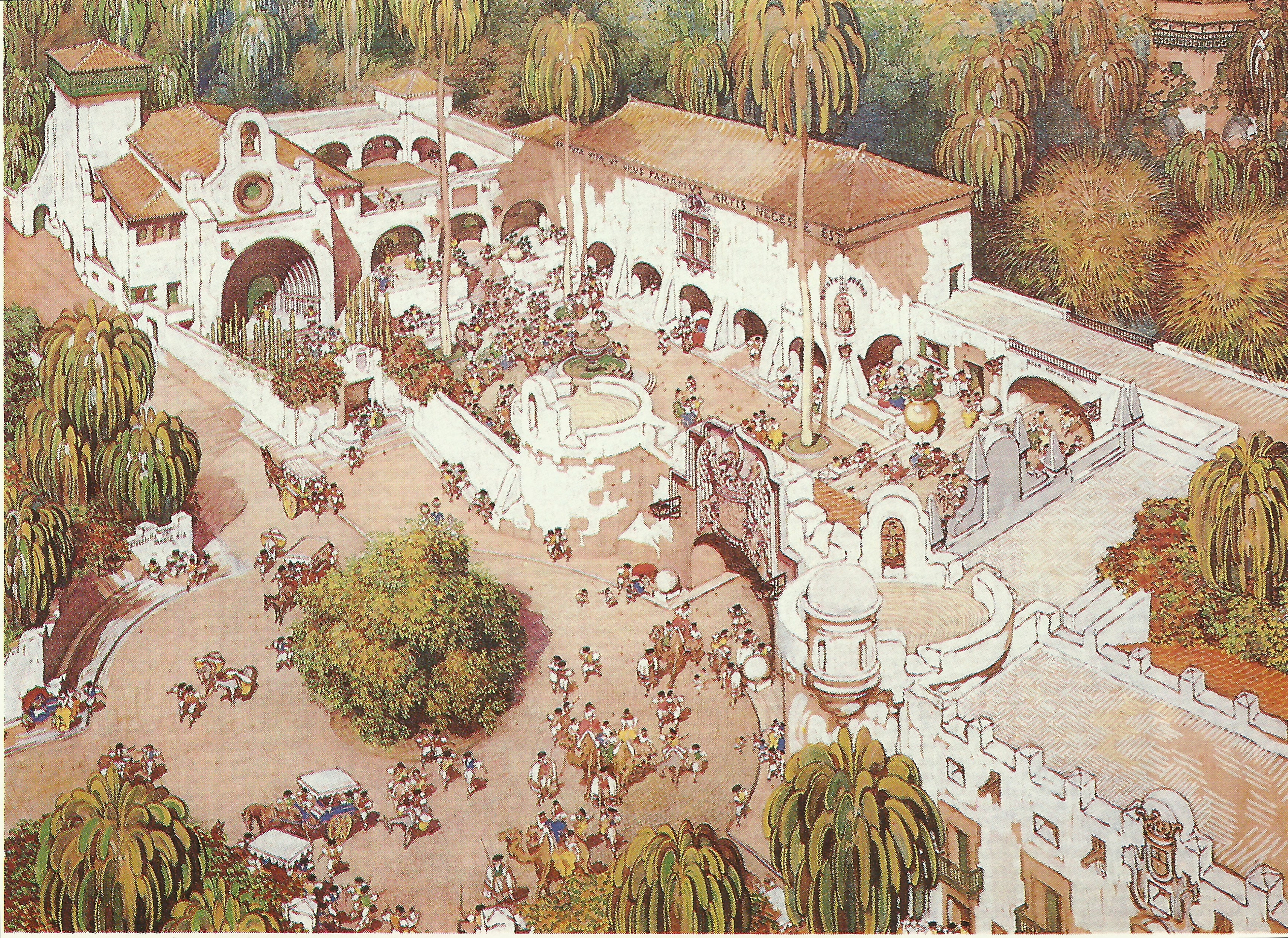
Le Village Canarien, dessin de Néstor de la Torre et de Néstor Martín-Fernández de la Torre.

## Description
Le complexe occupe une zone totale de près de 3 500 m2 (0,35 ha) : une grande place centrale organise l'ensemble, entourée de constructions typiques, et où des spectacles folkloriques ont lieu tous les dimanches. La place est entourée par des boutiques d'artisanat local, un ermitage, et un bodegón canarien, où se sert un représentatif échantillon de la gastronomie canarienne.
Dans le Village Canarien aussi se trouve le Centre d'initiatives et tourisme de Grande Canarie et le Musée Néstor, consacré à la vie et l’œuvre de l'artiste moderniste Néstor Martín-Fernández de la Torre.

## Galerie

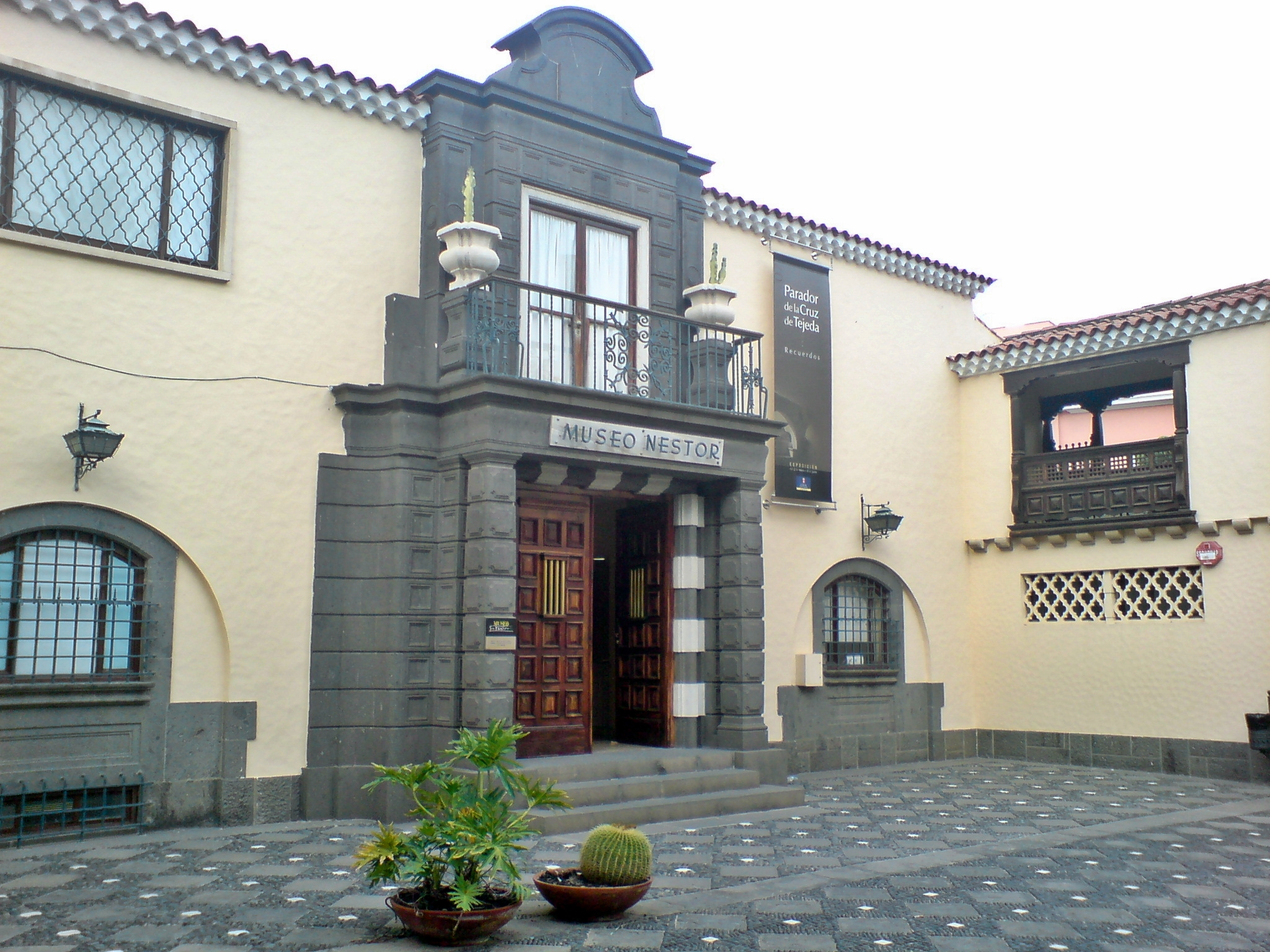
Entrée du musée Nestor
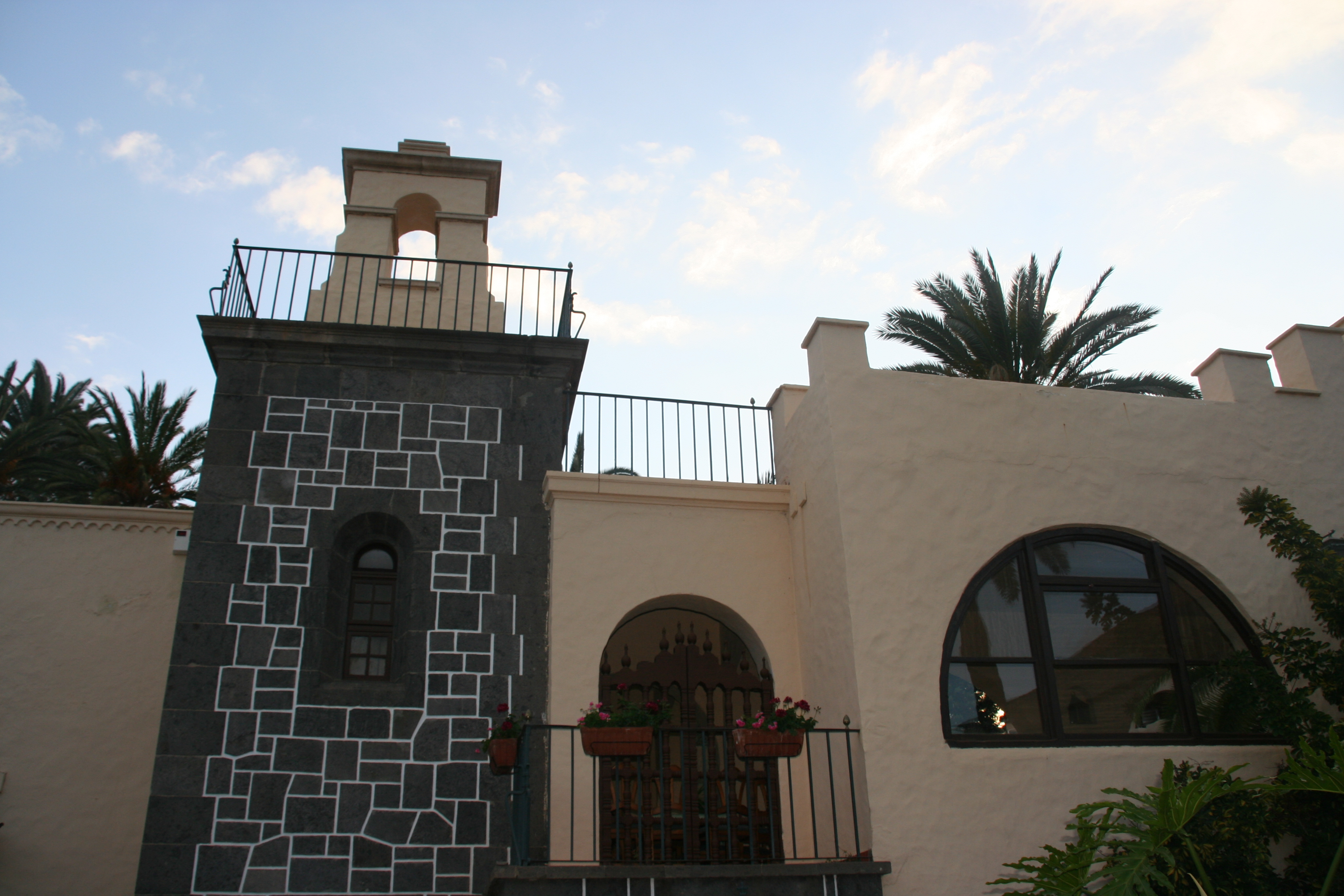
Campanile.
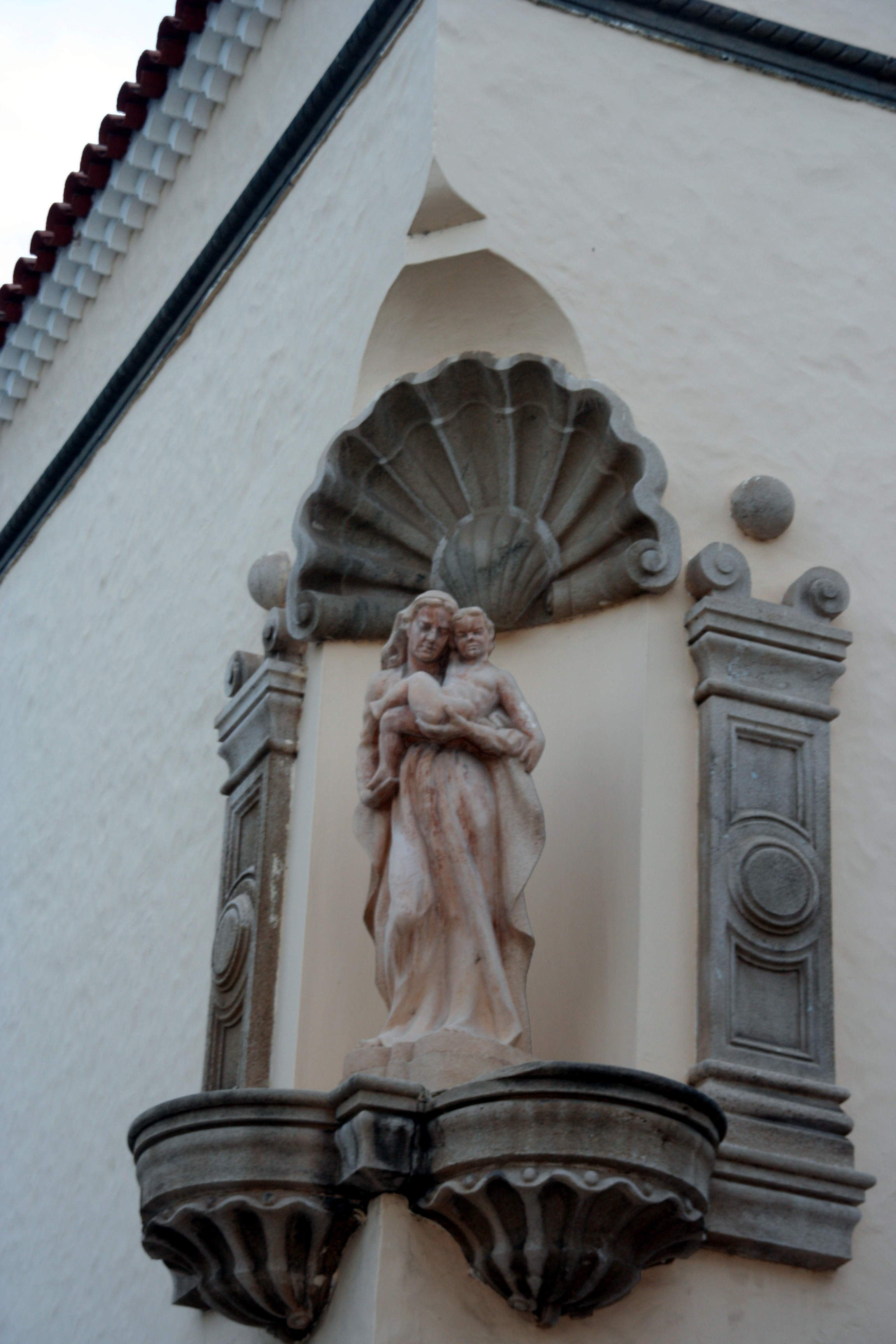
Image religieuse.
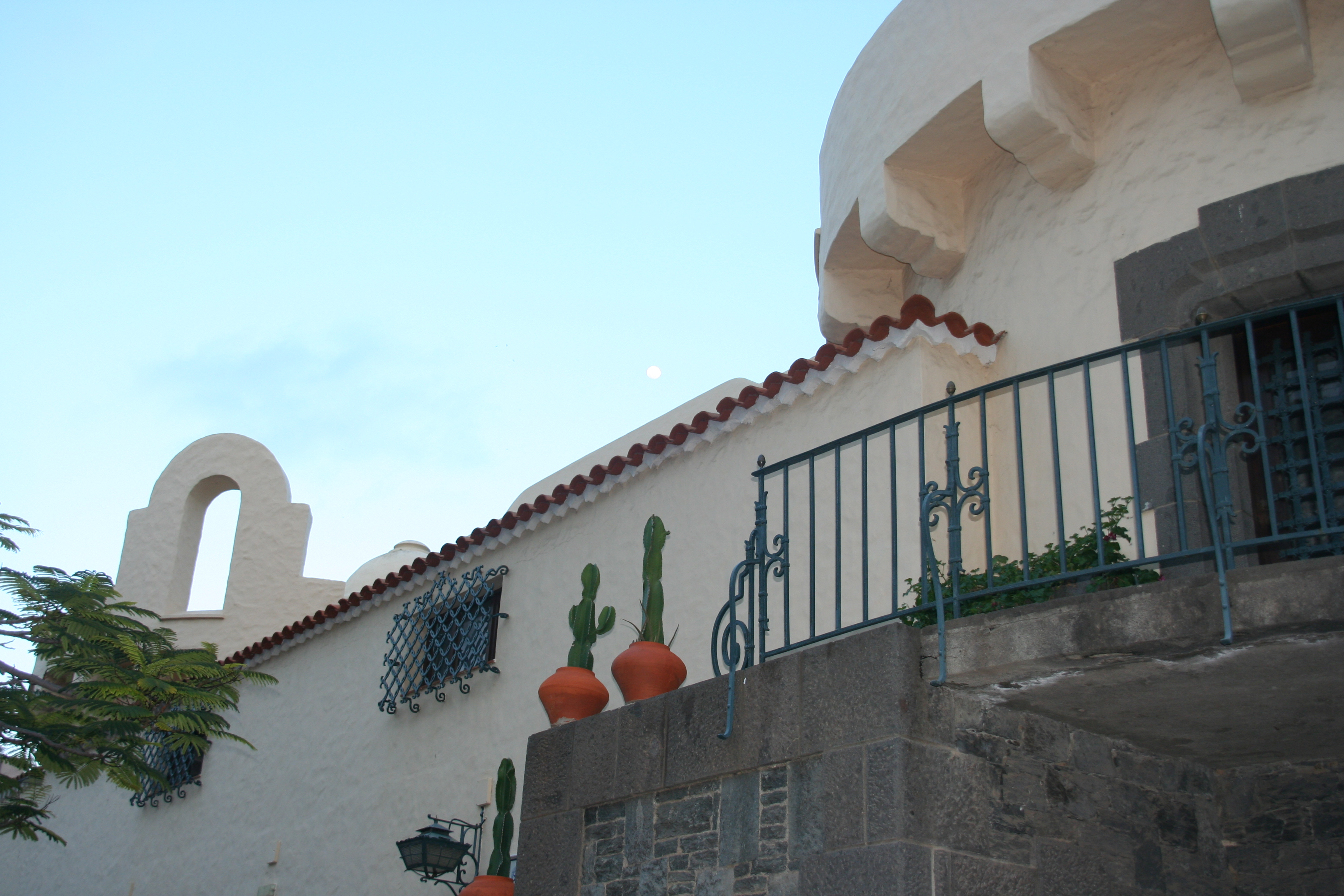
Balcon.

## Source de traduction
- (es) Cet article est partiellement ou en totalité issu de l’article de Wikipédia en espagnol intitulé « Pueblo Canario (complejo arquitectónico) » (voir la liste des auteurs).